# Eda-Ines Etti
Eda-Ines Etti (Haapsalu, 26 de mayo de 1981) es una cantante y celebridad de origen estonio, más conocida como Ines. Comenzó a ganar fama luego de representar a su país en el Festival de la Canción de Eurovisión 2000 con la canción "Once in a lifetime".

## Carrera
Luego de su participación en Eurovisión, Ines publicó su primer álbum de estudio, titulado Here for your Love, el que fue lanzado ese mismo año.
Su segundo álbum de estudio, titulado 15 magamata ööd, fue publicado en 2004. Dicho trabajo, la llevó a ganar el premio a "Artista Femenina del Año" y "Grabación del Año" en los Premios a la Música Estonia. Su banda de músicos, quiénes la acompañaron en sus presentaciones, se formó en 2005, y estuvo compuesta por su hermano Ivo Etti (bajo), Siim Mäesalu (piano), Erki Pärnoja (guitarra principal) y Magnus Pajupuu (batería). Ivo Etti y Siim Mäesalu fueron integrantes de la banda Ruffus, quiénes participaron en el Festival de la Canción de Eurovisión 2003.
Su segundo álbum, Uus päev, lanzado en el año 2005, incluye las canciones "Iseendale" e "In Good and Bad", las que interpretó en las ediciones de 2006 y 2007 de Eurolaul respectivamente.
En 2007, ella publica el disco Kustutame vead, lo que le valió una nominación al premio "Artista Femenina del Año" en los Premios a la Música Estonia. Al año siguiente, Ines ganó la versión estonia del programa de canto Just the Two of Us, junto a Valdo Randpere.
En 2010, ella se convertiría en la presentadora del programa Laulud tähtedega, el que ganó en 2008.

## Su paso por Eurovisión
Ines participó en el programa Eurolaul 2000 con la intención de representar a Estonia en el Festival de Eurovisión a celebrarse ese mismo año en Estocolmo, Suecia. Su canción "Once in a lifetime", alcanzó el primer lugar, lo que le dio el derecho de participar en el certamen musical. Finalmente, Ines logró obtener el 4° lugar con 98 puntos.
En 2002, Ines fue elegida por un equipo de Eurolaul para participar nuevamente con la canción "Runaway", pero ella declinó a último momento, por lo que tuvo que ser reemplazada por la cantante sueca Sahlene, quién finalmente ganó la preselección.
En 2006, ella volvió a intentar representar a Estonia en el Festival de Eurovisión, con la canción "Iseendale", con la que obtuvo el 2° puesto. Una historia parecida se volvió a repetir al año siguiente, cuando Ines interpretó la canción "In Good and Bad" en Eurolaul, pero solo alcanzó el 6° lugar.

## Discografía

### Álbumes de estudio
- Here For Your Love (2000)
- 15 magamata ööd (2004)
- Uus päev (2005)
- Kustutame vead (2007)
- Kas kuuled mind (2009)
- Kiusatus (2011)

### Sencillos
- "Illusion of Happiness" (2000)
- "Once in a Lifetime" (2000)
- "Highway to Nowhere" (2002)
- "15 magamata ööd" (2004)
- "Kallis, kas sa tead" (2004)
- "Väike saatan" (2004)
- "Aarete saar" (2005)
- "Suvi on veel ees" (2005)
- "Must ja valge" (2005)(2005)
- "Ma ei tea, mis juhtuks" (2005)
- "Iseendale" (2006)
- "Lendan" (2006)
- "In Good and Bad" (2007)
- "Kustutame vead" (2007)
- "Keerlen" (2008)
- "Lõpuni välja" (2008)
- "Kus kulgeb kuu" (2008)
- "Ja sina" (2009)
- "Öine linn" (2009)
- "Ükskord" (2009)
- "Äratatud hing" (2010)
- "Tule-tule" (2011)
- "Pilvepiir" (2011)

## Premios y nominaciones
Estonian Music Awards
- 2000: "Artista Femenina del Año" por Here for your Love (ganadora)
- 2005: "Artista Femenina del Año" por 15 magamata ööd (ganadora)
- 2005: "Grabación del Año" por 15 magamata ööd (ganadora)
- 2006: "Artista Femenina del Año" por Uus päev (nominada)
- 2008: "Artista Femenina del Año" por Kustutame vead (nominada)